# Rybinská vodní elektrárna
Rybinská vodní elektrárna (rusky Рыбинская ГЭС) je vodní dílo na řece Volha. Je součástí Volžsko-kamské kaskády. V době uvedení do provozu byla druhou největší elektrárnou v Sovětském svazu (po elektrárně Dněproges na Ukrajině) a největší vodní elektrárnou v Rusku.

## Všeobecné informace
Vodní dílo bylo vybudováno jako dvě samostatné části nad soutokem řeky Šeksna a Volha, vzdálených od sebe zhruba 10 km. V korytu Volhy byla postavena přelivová hráz a zdymadlová propust, budova elektrárny se nachází v korytu řeky Šeksna. Přehrazením vznikla Rybinská přehradní nádrž, která po napuštění byla největší umělou vodní plochou na světě. Hladina nádrže spojuje řečiště obou řek. Elektrárnou tak protéká společná voda Šeksny i Volhy, a to do koryta Šeksny ve vzdálenosti zhruba 1 km od soutoku. Hladina přehradní nádrže v údolí Volhy dosahuje paty Ugličské vodní elektrárny a v údolí řeky Šeksny navazuje na Šeksninskou vodní elektrárnu.
Pro spád v rozsahu 11 až 15 m bylo instalováno 6 Kaplanových turbín o hltnosti 600 m³ / s. To odpovídalo instalovanému výkonu 366,4 MW. Elektrárna ročně v průměru vyráběla 935 miliónů kWh.

## Historie vodního díla
Stavba začala v říjnu 1935, spolu s Ugličskou elektrárnou byl řízením výstavby pověřen Alexandr Vasiljevič Vinter, převelený na Volhu po základní dostavbě Dněprogesu. V listopadu byl do suché jámy elektrárny položen první kubík betonu. Volha byla přehrazena 29. června 1940, tok Šeksny byl zastaven 24. října 1940. 13. dubna 1941 začalo plnění Rybinské nádrže a 17. května 1941 byl zprovozněn zdymadlový systém. První energetický blok byl spuštěn 18. listopadu 1941 za mimořádně obtížných podmínek. Budova elektrárny měla provizorní plátěnou střechu a byla častým terčem nepřátelského letectva. Obsluhu elektrárny zajišťovaly z větší části dívky ve věku 14-15 let, narychlo vyškolené v Ugličské elektrárně. Dodávky z obou volžských stanic byly mimořádně důležité pro obranu Moskvy. Tepelné elektrárny moskevského systému byly buď evakuovány nebo trpěly nedostatkem paliva.
Během válečných let vyráběly vodní elektrárny Uglič a Rybinsk přibližně 4 miliardy kWh elektřiny, čímž uvolnily 5 milionů tun fosilního paliva pro potřeby válečného hospodářství. Velkou roli v obraně Moskvy a Leningradu hrály i zdymadla vodních děl, kterými prošly miliony tun životně důležitého nákladu.
Většina hrubých stavebních prací byla provedena vězni Gulagu.

## Závěr
Od roku 2016 elektrárna prochází rekonstrukcí ve spolupráci s rakouskou firmou Voith. Pro svůj mimořádný význam při obraně hlavního města v době Velké vlastenecké války byla zařazena do seznamu národních technických památek.